# Улица Князя Мстислава Удатного
Улица Князя Мстислава Удачного (укр. Вулиця Князя Мстисла́ва Удатного) расположена в Галицком районе города Львова, в его историческом центре. 
Улица соединяет проспект Вячеслава Черновола с улицей Подмурной, пересекаясь с улицей Весёлой. К ней также примыкают улицы Лазнева и Угольная.

## История и название
В середине XIX века улица называлась Хасидим из-за располагавшейся рядом первой во Львове хасидской синагоги «Бейт Хасидим». С 1871 года она носила наименование Старозаконной, а в период немецкой оккупации Львова — Флюхгассе. В 1945 году ей было возвращено довоенное название. В 1950 году улица была переименована в честь князя галицкого Мстислава Мстиславича Удатного.
13—20 декабря 2020 года во время проведения во Львове Дней идиша и межкультурного диалога проходили обсуждения вопросы сохранения культурного наследия и возрождения бывшего еврейского участка Краковского предместья. В частности, было озвучено предложение обустроить на территории бывшего еврейского участка рекреационное пространство, а именно гармонизировать его застройку и разбить на месте рынка «Добробут» парк, который мог бы плавно перетекать в зелёные зоны на улицах Сянской и Князя Мстислава Удачного.

## Застройка
В архитектурном ансамбле улицы Князя Мстислава Удалого доминируют здания в стилях классицизма и венского сецессиона.
Участок, ограниченный домами по адресам улица Божья (ныне — улица Сянская), 5 и улица Старозаконная, 6 до 1941 года занимал Бейт ГаМидраш (Bet ha-Midrasch) или Малая предместная синагога. Также в пространстве между этими двумя улицами находились ещё две синагоги, обращённые друг к другу тыльными сторонами — синагога «Матан БеСейтер» выходившая своим фасадом на улицу Божью (ныне — улица Сянская, 7), а с другой стороны — синагога «Бейт Лехем», снесённая во время немецкой оккупации Львова в 1941 году и выходившая своим фасадом на улицу Старозаконная, дом № 8. В настоящее время этих зданий не существует. Значительная часть домов на улице Князя Мстислава Удатного была разрушена во время и вскоре после завершения Второй мировой войны.
В доме № 2 в польский период работала пекарня Ляндеса, в доме № 3 — парикмахерская Агида, а в доме № 4 — оптовый магазин по продаже соли Брюка. Ныне всех этих домов не существует. В доме № 5 располагалась иешива «Тора Ор», а также пекарня Кикена, в 1950-х годах там работала жестянская мастерская артели Бытовец. В жилом доме № 7 в 1950—1960-х годах размещалась мастерская по ремонту штор, а ныне — львовское коммунальное предприятие «Центральное». В доме № 10 в польский период находилась пекарня Флигельмана, ныне этого дома не существует. В четырёхэтажном доме под № 15 до 1939 года была медоварня Лошкеса.